# Sky (televisione)

Logo di Sky.

Sky è un marchio per i fornitori di servizi televisivi e canali, di proprietà di Sky International AG (società del gruppo Sky):
- Sky UK, piattaforma televisiva satellitare britannica, parte del gruppo Sky.
- Sky Ireland, piattaforma televisiva satellitare irlandese, parte del gruppo Sky.
- Sky Italia, una piattaforma televisiva satellitare italiana, parte del gruppo Sky.
- Sky Deutschland, piattaforma televisiva satellitare tedesca, parte del gruppo Sky.
- SKY México, servizio in abbonamento televisivo satellitare in Messico, America Centrale e Repubblica Dominicana, parte del gruppo DirecTV.
- SKY Brasil, servizio in abbonamento televisivo satellitare in Brasile, parte del gruppo DirecTV.